# Sušice, Uherské Hradiště
Sušice là một làng thuộc huyện Uherské Hradiště, vùng Zlínský, Cộng hòa Séc.